# Nordmalings distrikt
Nordmalings distrikt är det enda distriktet i Nordmalings kommun i Västerbottens län. Distriktet ligger omkring Nordmaling i nordöstra Ångermanland.

## Tidigare administrativ tillhörighet
Distriktet inrättades 2016 och utgörs av hela Nordmalings kommun som också motsvarar Nordmalings socken.
Området motsvarar den omfattning Nordmalings församling hade 1999/2000.

## Tätorter och småorter
I Nordmalings distrikt finns tre tätorter och nio småorter.

### Tätorter
- Lögdeå
- Nordmaling
- Rundvik

### Småorter
- Brattfors
- Gräsmyr
- Håknäs
- Långed
- Mullsjö
- Norrfors
- Nyåker
- Olofsfors
- Sunnansjö